# Lista de personagens da série Sorrow de Castlevania

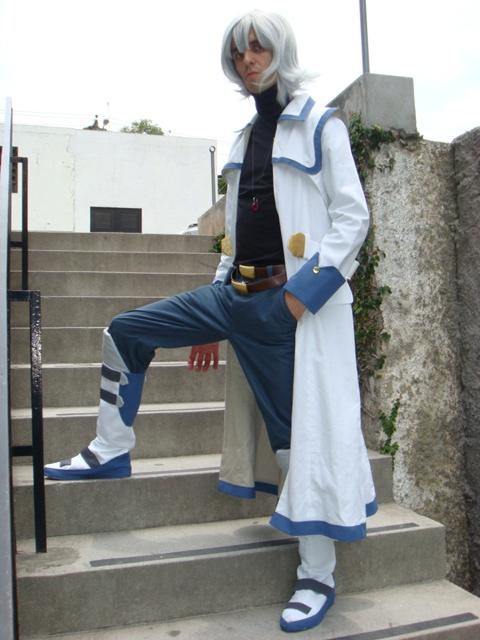
Cosplay do personagem principal da série, Soma Cruz.

Esta é uma lista de personagens dos jogos de aventura/ação/plataforma Castlevania: Aria of Sorrow e Castlevania: Dawn of Sorrow, parte da série Castlevania da Konami. Os jogos se passam nos anos de 2035 e 2036 respectivamente e a história de cada um deles se passa ao redor dos efeitos da morte do Dracula, o antagonista primário da série Castlevania, sobre o mundo. Aria of Sorrow traz em seu enredo a profecia de a reencarnação do Conde Dracula herdar todos os seus poderes, sendo esta a razão primária dos personagens do jogo estarem presentes no castelo do Conde. Dawn of Sorrow acontece um ano depois, com novos antagonistas tentando reviver o senhor das trevas já que tal não conseguiu fazê-lo em Aria of Sorrow.
O personagem principal primário e protagonista de ambos os jogos é Soma Cruz, um estudante transferido que possui um poder misterioso que é conectado à morte do Dracula. Os personagens secundários incluem Mina Hakuba, amiga íntima de infância de Soma e a miko do santuário Hakuba; Genya Arikado, um misterioso agente do governo especializado em eventos super-naturais; Julius Belmont, o último membro do clã Belmont apresentado que participa da série; Yoko Belnades, uma bruxa energética e positiva a serviço da Igreja Católica; e Hammer, um membro das Forças Armadas dos Estados Unidos que almeja tornar-se um vendedor de materiais militares. Em Aria of Sorrow, o antagonista é Graham Jones, um missionário que acredita que ele seja a reencarnação do Lorde Dracula e almeja herdar seus poderes. Em Dawn of Sorrow, os antagonistas são Celia Fortner, Dmitrii Blinov, e Dario Bossi, membros de um culto que desejava criar um novo lorde das trevas na ausência do Dracula.
Em Aria of Sorrow, os designs dos personagens foram feitos por Ayami Kojima de acordo com os desejos do produtor Koji Igarashi de tomar "uma rota diferente" a respeito da série em Aria of Sorrow. Em Dawn of Sorrow, contudo, Ayami Kojima não fez parte do time de desenvolvimento e os personagens foram feitos num estilo anime, o que foi altamente criticado por várias publicações de videogame. Apesar disto, os personagens foram também elogiados por várias outras publicações de videogame. Apesar de muitos autores de matérias criticarem os papéis estereótipos dos personagens, outros autores deram nota de que o novo enredo que Aria of Sorrow e Dawn of Sorrow trazia deu um contexto melhor aos personagens e à série em si. A história de ambos os jogos foram também elogiados e foram comparados à do amplamente aclamado Castlevania: Symphony of the Night, devido às semelhanças entre os protagonistas, Soma Cruz e Alucard, e às semelhanças gerais do sistema dos jogos (como, por exemplo, o fato de o jogador poder comprar armas, equipamentos e itens de um vendedor).

## Concepção dos personagens
Os personagens de Aria of Sorrow foram desenhados por Ayami Kojima, que já tinha antes trabalhado em personagens de jogos de Castlevania, como Castlevania: Symphony of the Night e Castlevania: Harmony of Dissonance. Os desenhos obscuros e góticos da artista usam bastante do estilo de arte bishōnen. O produtor Koji Igarashi decidiu colocar o jogo para se passar no futuro porque ele queria explorar uma "rota diferente" para a série. Mantendo a modificação de Igarashi de "rota diferente", a aparência dos personagens foi feita mais contemporâneas, sendo usadas roupas mais modernas em comparação às medievais em geral dos personagens dos jogos anteriores de Castlevania.
Em Dawn of Sorrow, Ayami Kojima ficou ausente no time de produção. Isto aconteceu para que ela pudesse concentrar-se nos designs dos personagens de Castlevania: Curse of Darkness, que também estava em fase de desenvolvimento na época. No lugar de seus desenhos, um estilo anime foi usado para os designs dos personagens. Isto foi uma decisão feita pelo produtor Koji Igarashi, que queria levar a série a uma audiência mais jovem. Numa entrevista, Igarashi disse que ele sentiu que o público ao qual o Nintendo DS era destinado era mais jovem do que o de outros consoles de videogame nos quais a série Castlevania vinha sido lançada e ele tinha como intenção chamar a atenção deste público com o design anime. O uso do estilo anime era para ser um simples teste para que os desenvolvedores de futuros jogos de Castlevania tivessem consciência ao escolher usar ou não tal estilo nos gráficos. Adicionalmente, Igarashi primeiramente queria introduzir um trabalhador japonês de colarinho branco como personagem principal no jogo. Este personagem, a qual Igarashi referia-se como um "trabalhador japonês genérico", seria um gerente de uma firma japonesa e também teria uma família. Apesar dos esforços de Igarashi, contudo, a insatisfação do time de produção do jogo fez com que Igarashi desistisse de tal ideia.

## Personagens comuns

### Soma Cruz
Soma Cruz, conhecido no Japão como Sōma Kurusu (来須 蒼真, Kurusu Sōma), é o protagonista e personagem primário jogável de ambos Aria of Sorrow e Dawn of Sorrow. O seiyuu dele em ambos os jogos é Hikaru Midorikawa e ele não possui um dublador inglês. A presença de Soma em ambos os jogos de Castlevania, ao contrário à de muitos dos personagens de Castlevania, foi feita pelo produtor Koji Igarashi, que deu nota que uma das razões de ele ter feito Dawn of Sorrow foi para utilizar Soma Cruz em mais um jogo.
Em ambos os jogos, ele é retratado como um estudante transferido estudando no Japão (ou simplesmente como um estudante japonês do ensino médio, na versão japonesa), vivendo uma vida pacífica com a sua amiga de infância Mina Hakuba. Durante os eventos de Aria of Sorrow, Soma acorda no castelo do Dracula, onde ele aprende sobre o seu "poder de domínio", que o permite absorver as almas de monstros e usar seus poderes. Ele se aventura pelo castelo do Dracula, tomando conhecimento de que o Dracula foi destruído anos atrás e sua reencarnação estava indo ao castelo naquele dia. A derrota de Graham Jones, quem vinha pensando que ele era a reencarnação do Dracula, faz com que Soma descubra que, de fato, ele é a verdadeira reencarnação do Dracula. Com a ajuda de seus amigos, ele pôde escapar de seu destino ao derrotar a manifestação do caos do castelo. Em Dawn of Sorrow, Soma retorna às batalhas para combater o culto de Celia Fortner, que tinha como objetivo matar Soma e ressuscitar o lorde das trevas. Soma consegue derrotá-los e percebe, no fim do jogo, que ele estava mais para livre para determinar seu destino do que tornar-se um novo Dracula inevitavelmente.

### Mina Hakuba
Mina Hakuba (白馬 弥那, Hakuba Mina) é a amiga de infância de Soma Cruz e a única filha do sacerdote do santuário Hakuba. Suas vestimentas em Aria of Sorrow refletem isto, já que ele é o tradicional usado por mikos. Ela é transportada ao castelo do Dracula junto com Soma no começo de Aria of Sorrow e fica fora do castelo durante todo o jogo, oferecendo a Soma conselhos que ela adquire com Arikado. Quando Soma descobre que ele é a reencarnação do Dracula, Mina é capaz de aceitar tal identidade e o oferece suporte moral. Após Soma escapar de seu destino, Mina retorna ao santuário Hakuba com ele. Em Dawn of Sorrow, Mina está brevemente presente no jogo, estando presente somente nas cenas inicial e final. No começo de Dawn of Sorrow, ela e Soma são quase mortos por Celia Fortner, quem é afugentada por Soma e Arikado. Mina então começa a ser protegida pelos subordinados de Arikado, enquanto que Soma vai ao castelo do Dracula novamente, mas manda uma carta com um talismã para Soma em certo ponto do jogo.

### Julius Belmont
Julius Belmont (ユリウス・ベルモンド, Yuriusu Berumondo) é o último membro do clã Belmont que participou de um jogo da série Castlevania, sendo o mais "moderno" deles. Membros do clã Belmont vêm sendo protagonistas da maioria dos jogos de Castlevania e o papel de Julius como personagem secundário é incomum à série. Em ambos Aria of Sorrow e Dawn of Sorrow, Julius é um personagem jogável através do "Modo Julius". Enquanto que o "Modo Julius" em Aria of Sorrow só traz Julius como personagem jogável, em Dawn of Sorrow Yoko Belnades e Alucard podem ser destravados para serem escolhidos como personagens jogáveis neste modo alternativo de jogo.
Inicialmente em Aria of Sorrow, Julius está presente no castelo do Dracula como "J", um homem com amnésia que esqueceu sua identidade depois de derrotar o Dracula antes do começo do jogo. Ele encontra-se com Soma Cruz e os seus poderes das trevas traz de volta as memórias de Julius. Mais tarde, Julius enfrenta Soma após saber que ele é a reencarnação do Dracula. Julius, recusando-se de usar todo o seu poder, deixa ser derrotado por Soma. Após Soma escapar de seu destino de tornar-se outro lorde das trevas, Julius manda seus agradecimentos. Após os eventos de Aria of Sorrow, Julius começa a trabalhar para a Igreja Católica junto com Yoko Belnades. Em Dawn of Sorrow, ele viaja para a base do culto de Celia Fortner, para procurar por ela, com Yoko. Mais tarde, Julius enfrenta Dario Bossi, um dos "candidatos para lorde das trevas" e braço direito de Celia, e é derrotado pelo fato de não poder usar Magic Seals. Após Celia e Dmitrii Blinov, o último candidato, fugirem nas profundidades do castelo, Julius usa de todo o seu poder para quebrar a barreira que protegia a viagem deles. Ele fica altamente enfraquecido como resultado e não participa da batalha final; apesar de ele aparecer nas cenas finais do jogo.

### Genya Arikado
Genya Arikado (有角 幻也, Arikado Gen'ya) é um membro de uma misteriosa organização do governo japonês relacionado à segurança nacional. Na verdade, ele é Alucard, o filho do Dracula, melhor conhecido como protagonista do altamente aclamado jogo Castlevania: Symphony of the Night. Durante os eventos de Aria of Sorrow, ele vai ao castelo do Dracula para certificar-se de que o lorde das trevas não reencarnasse. Ele instrui Soma Cruz para procurar pela sala do trono no castelo do Dracula, com esperança de que Soma absorvesse os poderes do Dracula. A absorção é um sucesso e Soma quase se torna o lorde das trevas. Contudo, Arikado revela a Soma que se ele destruir o fluxo de caos do castelo, ele será capaz de escapar de seu destino. Após Soma conseguir, Arikado o parabeniza.
Em Dawn of Sorrow, Arikado batalha contra o culto de Celia Fortner, que almejava reviver o lorde das trevas. Arikado salva Soma da morte certa após as tentativas de Celia de matá-lo pessoalmente e diz a Soma para não persegui-la. Soma o ignora e parte viagem à base do culto. Mais tarde, Arikado o encontra e lhe dá uma carta e um talismã de Mina. Um pouco mais à frente, Arikado aparece para impedir que Celia use o doppelgänger para forçar Soma a tornar-se o lorde das trevas, mas é forçado a deixá-la ir após o ressuscitado Dmitrii Blinov ter cuidado da vida de Soma. Arikado viaja pelo porão do castelo e tenta parar Dmitrii. Dmitrii usa Celia como sacrifício para selar os poderes de Arikado, deixando Soma para batalhar contra ele. Após Soma ser vitorioso, Arikado revela que ele não é o predestinado a ser o lorde das trevas e diz que alguém virá para isso se necessário. Arikado torna-se personagem jogável como Alucard se o jogador desbloquear o "Modo Julius".

### Yoko Belnades
Yoko Belnades (ヨーコ・ヴェルナンデス, Yōko Verunandesu) é uma bruxa a serviço da Igreja Católica. Ela é uma membra do clã Belnades, cujos membros são adeptos a magia, uma característica que seu clã herdou de sua antecessora, Sypha Belnades. Yoko vai ao castelo do Dracula durante os eventos de Aria of Sorrow para parar Graham Jones, quem ela acreditava que era o herdeiro dos poderes do Dracula. Ela solicita a ajuda de Soma Cruz mas é esfaqueada por Graham quando ele a encontra novamente. Ela é salva por Arikado e, mais tarde, agradece a Soma por salvá-la, expressando sua surpresa quanto ao fato de ele ser a verdadeira reencarnação do Dracula.
Yoko retorna em Dawn of Sorrow como uma aliada de Julius Belmont. Contudo, Julius rapidamente a abandona para vasculhar o castelo. Yoko ensina a Soma a usar um Magic Seal e oferece aumentar o poder de suas armas através da fusão entre elas e as almas que estão sob domínio dele. Apesar de Hammer estar apaixonado por ela, ela aparenta ou não perceber ou não se importar com seus sentimentos. Ela aparece durante a última cena no fim do jogo. Yoko é uma personagem jogável no jogo através do "Modo Julius".

### Hammer
Hammer (ハマー, Hamā) é um membro das Forças Armadas dos Estados Unidos que vai ao santuário Hakuba sob ordens de seus superiores. Ele rapidamente abandona a missão quando é teletransportado ao castelo do Dracula e, quando encontrando-se com Soma, ele torna-se seu vendedor particular, servindo como loja de armas, equipamentos e itens do jogo. Durante isso, ele se apaixona por Yoko Belnades, que não retribui seus afetos. Após Soma derrotar a manifestação do caos no castelo, ele expressa seus agradecimentos à Soma e lhe diz que ele irá desistir de seu papel nas Forças Armadas para perseguir sua ambição de tornar-se um vendedor.
Após deixar o castelo, Hammer começa seu trabalho como um vendedor independente e age como um mediador de informações através de seus "contatos obscuros de negócio". É através dele que Soma descobre a localização da base de Celia Fortner em Dawn of Sorrow. Hammer chega à base e promete a Soma ser seu vendedor particular novamente. Ele estabelece sua loja na direção oposta à de Yoko e constantemente fala sobre ela a Soma e sobre sua paixão por ela ao longo do jogo. Ele aparece com outros personagens no fim do jogo durante a última cena.

## Aria of Sorrow

### Graham Jones
Graham Jones (グラハム・ジョーンズ, Gurahamu Jōnzu) é o antagonista primário de Aria of Sorrow. Ele nasceu no mesmo dia da morte do Dracula, o que lhe deu poderes super-naturais. Ele encontrou uma seita religiosa que seguia profecias apocalípticas e agiu como seu principal missionário. Graham chega ao castelo do Dracula em Aria of Sorrow acreditando que ele iria receber os poderes do Dracula pelo fato de ele ser a reencarnação do mesmo. Ele é forçado a lutar contra Yoko Belnades e Julius Belmont, que tinham chegado ao castelo para prevenir que os poderes do Dracula caíssem em mãos erradas. Graham encurrala e esfaqueia Yoko, e começa a aumentar seus poderes através da absorção da energia do castelo. Mais tarde, ele luta contra Soma Cruz, transformando-se numa criatura demoníaca. Soma manifesta os poderes do Dracula e, no fim, é capaz de derrotar Graham. Sua morte força Soma a absorver a energia que ele vinha coletando do castelo e Graham percebe que ele não era a verdadeira reencarnação do Dracula.

## Dawn of Sorrow

### Celia Fortner
Celia Fortner (セリア・フォルトゥナ, Seria Forutuna) é uma dos antagonistas de Dawn of Sorrow. Ela é a líder do culto que tinha como objetivo reviver o lorde das trevas. Apesar de ela falar que deseja reviver o lorde das trevas para fazer com que Deus torne-se um ser totalmente do bem, ela quer um senhor das trevas para prevenir a perda de seus poderes mágicos. Ela recruta Dmitrii Blinov e Dario Bossi, os "candidatos à lorde das trevas", os quais podem tornar-se o novo lorde das trevas através da destruição da alma do Dracula. Para fazê-lo, ela tenta matar Soma Cruz. Suas primeiras tentativas foram em vão por causa de Genya Arikado e, mais tarde, seus discípulos são derrotados por Soma. Numa última tentativa, ela usa um dopplegänger imitando Mina Hakuba, a amiga de infância de Soma, e o "mata" para induzir Soma a tornar-se o lorde das trevas por si mesmo. Apesar disto não funcionar, Dmitrii, cuja alma Soma absorveu ao derrotá-lo, escapa para dentro do dopplegänger. Ela ajuda a Dmitrii a aumentar seus poderes mas ele a usa como sacrifício para selar os poderes de Arikado.

### Dmitrii Blinov
Dmitrii Blinov (ドミトリー・ブリノフ, Domitorī Burinofu) é um dos antagonistas de Dawn of Sorrow. Ele é um dos "candidatos a lorde das trevas" ou um daqueles que nasceram no mesmo dia que o Dracula morreu, dando-o a habilidade de copiar poderes mágicos. Ele junta-se ao culto de Celia Fortner com o objetivo de encontrar o significado por trás de seus poderes ao tornar-se o novo lorde das trevas, apesar de ele mostrar lealdade à Celia. Ele é derrotado por Soma, que sem chance de evitar, absorve a alma de Dmitrii. Dmitrii usa esta oportunidade para copiar o "poder de domínio" de Soma, sua habilidade de usar os poderes de monstros que ele derrota. Dmitrii consegue escapar do corpo de Soma após a tentativa de Celia de transformar Soma no novo lorde das trevas falhar. Ele vai embora com Celia, que invoca monstros para aumentar seu poder. Então, Dmitrii sacrifica Celia para selar os poderes de Genya Arikado. Antes de ele começar sua batalha com Soma, o poder de domínio de Soma cobriu a alma de Dmitrii e ele morre quando os monstros sob seu controle escapam de seu corpo.

### Dario Bossi
Dario Bossi (ダリオ・ボッシ, Dario Bosshi) é um antagonista de Dawn of Sorrow. Semelhante à Dmitrii Blinov, Dario é um dos "candidatos a lorde das trevas", nascido no mesmo dia que o Dracula morreu. Isto lhe dá poderes sobrenaturais, especialmente pirocinese. Isto é relacionado com a sua personalidade já que ele age por seus instintos e é fácil de ficar bravo. Ele é um criminoso procurado, responsável por vários incidentes de "inexplicáveis" incêndios. Ele junta-se ao culto de Celia Fortner, tendo como objetivo tornar-se o novo lorde das trevas matando Soma Cruz. Soma o derrotou em combate e é salvo pela intervenção de Celia. Celia então funde um poderoso demônio de fogo chamado Aguni à sua alma, o que aumenta seus poderes. Dario enfrenta Julius Belmont e o derrota, já que Julius não pode impedir que Dario se recupere de todo o seu dano recebido pelo fato de não poder usar Magic Seals. No fim, Soma derrota Aguni, excluindo todo o poder de Dario.

## Recepção na mídia
Os personagens de Aria of Sorrow receberam elogios e críticas de várias publicações de videogame. A RPGamer mostrou-se satisfeita quanto à profundidade dos personagens e a ênfase usada em suas personalidades e o bom desenvolvimento dos personagens secundários; ao contrário dos outros jogos da série Castlevania, os quais desenvolvimento dos personagens e as personalidades dos mesmos eram focados mais no protagonista. A IGN elogiou a modificação do enredo convencional de Castlevania, onde geralmente um personagem membro do clã Belmont derrota o Dracula com a ajuda de alguns personagens secundários. A GameSpy elogiou os "intrigantes" personagens secundários que faziam parte do "poderoso e complexo cenário" de Aria of Sorrow. Eles também elogiaram os gráficos dos personagens, citando "boa animação em sprites facilmente visíveis". Contudo, GameSpy criticou a presença do estereótipo de uma "mulher fraca que necessita de proteção" e um "homem de aparência afeminada que faz todo trabalho sujo de matar", que está presente em muitos títulos de Castlevania, mas, para compensar, disse que a "natureza interessante" dos diálogos do jogo ajudou a retirar esta falha. Numa entrevista, Koji Igarashi disse que uma das razões de ele ter desenvolvido Dawn of Sorrow foi para continuar a história de Soma Cruz encontrada em Aria of Sorrow.
Em Dawn of Sorrow, autores de matérias sobre videogame misturaram opiniões sobre os personagens. A RPGamer retratou os novos personagens como "individuais, interessantes e, na maioria das vezes, complexos". A RPGFan citou que os papéis aos quais os personagens possuíram eram "clichês", mas também disse que o Dawn of Sorrow mostrou o maior desenvolvimento de personagem em toda a série Castlevania, desde Castlevania: Symphony of the Night. Vários elementos incorporados em Dawn of Sorrow, principalmente o uso do estilo anime, em contraste ao gótico e obscuro estilo de Ayami Kojima, foi bastante criticado pelos redatores. A GameSpy deplorou as "imagens de anime rasas, sem vida" usadas para os personagens, e a ausência de Kojima no time de produção. A IGN classificou as imagens usadas como "abaixo do nível de qualidade de 'animes de manhãs de sábados'". A RPGFan disse que a modificação dos designers dos personagens perdeu "algo que fazia com que os personagens fossem visualmente atraentes". Apesar das críticas, o estilo anime usado em Dawn of Sorrow foi mais tarde usado em Castlevania: Portrait of Ruin.